# 塚原二子塚古墳
塚原二子塚古墳（つかばらふたごづかこふん）は、長野県飯田市桐林にある古墳。形状は前方後円墳。飯田古墳群（うち竜丘単位群）を構成する古墳の1つ。国の史跡に指定されている（史跡「飯田古墳群」のうち）。

## 概要
長野県南部、天竜川支流の臼井川・袋洞沢川の間の小段丘上（標高405m）に築造された古墳である。一帯にはかつて古墳16基が分布して塚原古墳群を形成し、本古墳はその盟主的存在であったが、現在では本古墳以外の多くは失われている。現在までに良好に墳丘を遺存しており、1980年（昭和55年）・2007-2009年度（平成19-21年度）に発掘調査が実施されている。
墳形は前方後円形で、前方部を南南西方向に向ける。墳丘外表では葺石のほか、円筒埴輪（朝顔形埴輪含む）・形象埴輪（蓋形埴輪など）が認められる。また墳丘周囲には盾形の周溝が巡らされ、周溝を含めた古墳全長は86メートルにおよぶ。埋葬施設は未調査のため明らかでないが、後円部墳頂における竪穴式石室と推定される。副葬品も明らかでないが、かつて金銅製冑が出土したという伝承がある。築造時期は古墳時代中期の5世紀後半（または5世紀末/5世紀後半-末）頃と推定される。
古墳域は2016年（平成28年）に国の史跡に指定されている（史跡「飯田古墳群」のうち）。

## 遺跡歴
- 1957年（昭和32年）、耕作時にくびれ部付近で埴輪列の出土[4]。
- 1968年（昭和43年）11月19日、飯田市指定史跡に指定。
- 1980年（昭和55年）、墳丘測量調査[4]。
- 1990年度（平成2年度）、市道建設に伴う後円部北側の発掘調査（飯田市教育委員会）。
- 2007-2009年度（平成19-21年度）、範囲確認調査（飯田市教育委員会、2012年に報告）[1]。
- 2016年（平成28年）10月3日、国の史跡に指定（史跡「飯田古墳群」のうち）。

## 墳丘
墳丘の規模は次の通り。

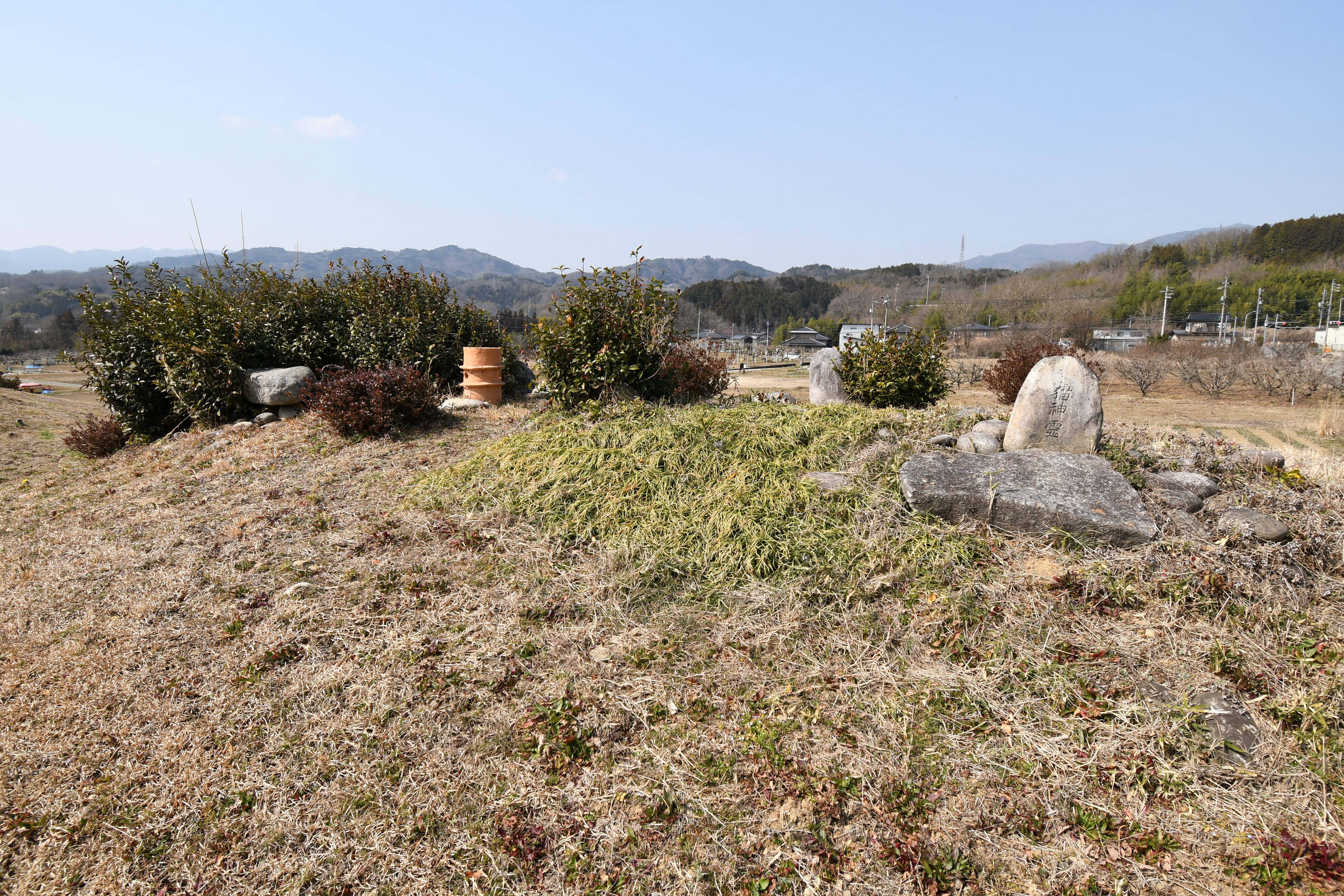
後円部墳頂

- 古墳総長：86メートル - 周溝を含めた全長。
- 墳丘長：73メートル
- 後円部
  - 直径：44メートル
  - 高さ：6.2メートル（西側）、7.5-7.6メートル（東側）
- 前方部
  - 幅：38メートル
  - 高さ：6.0-6.2メートル（西側）、7.4メートル（東側）

墳丘外表では葺石が認められるが、通常のように墳丘の傾斜に沿って積み上げるのではなく、階段状（石垣状）に積み上げ、外見的には基壇状を呈する独特の構造として注目される。
墳丘の周囲には盾形の周溝が巡らされ、後円部側ではその外側にも外周溝が認められる（二重周溝）。

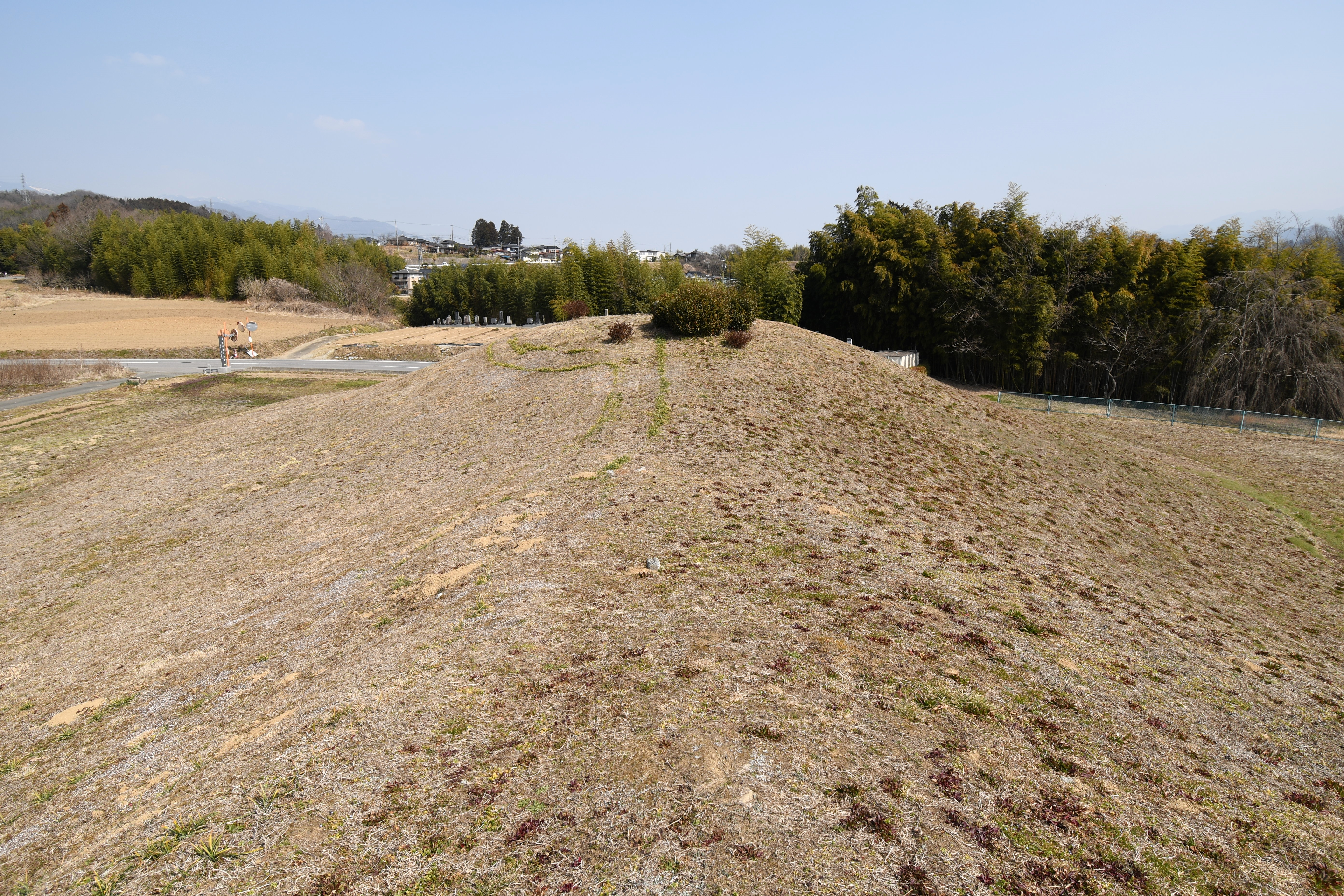
前方部から後円部を望む
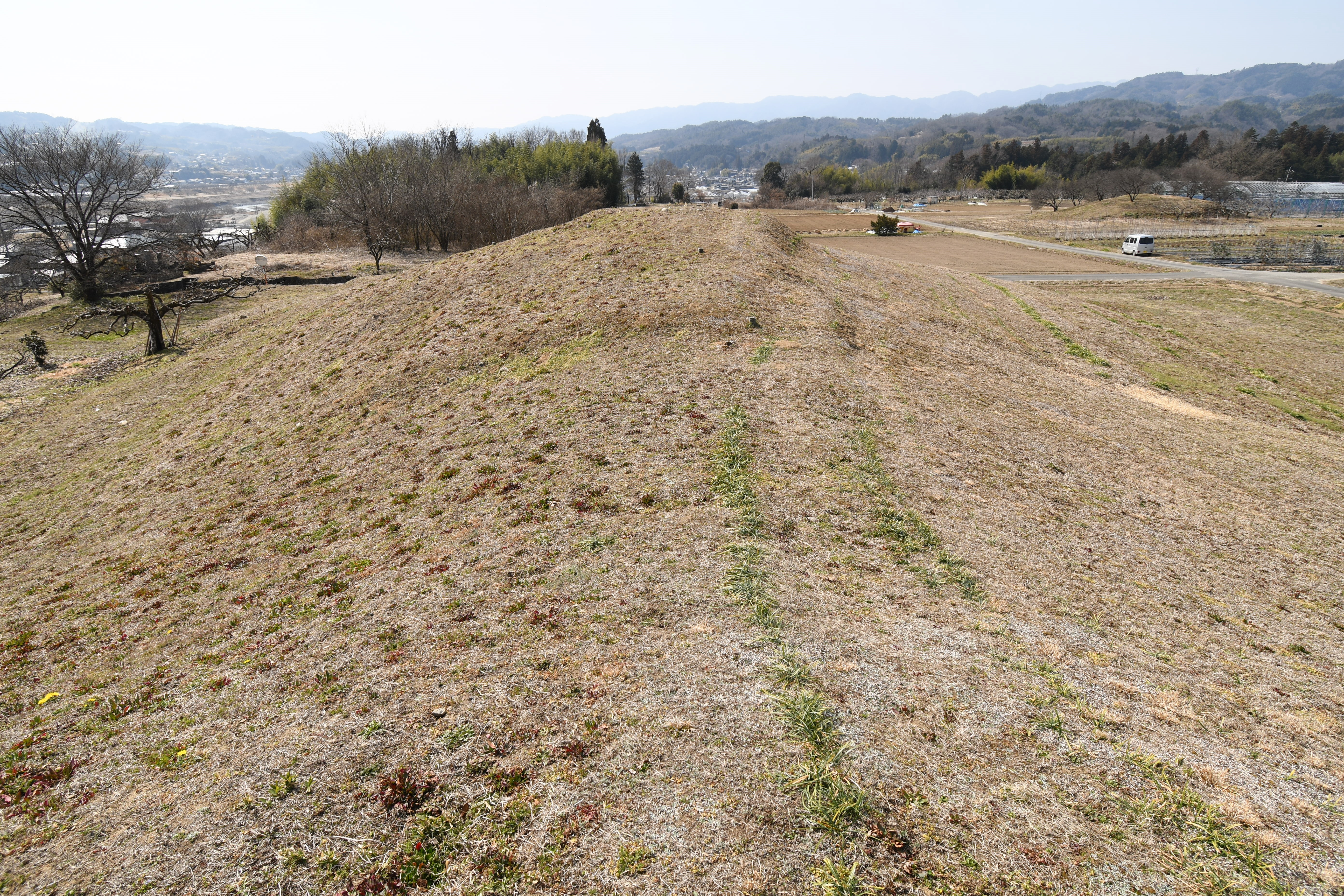
後円部から前方部を望む
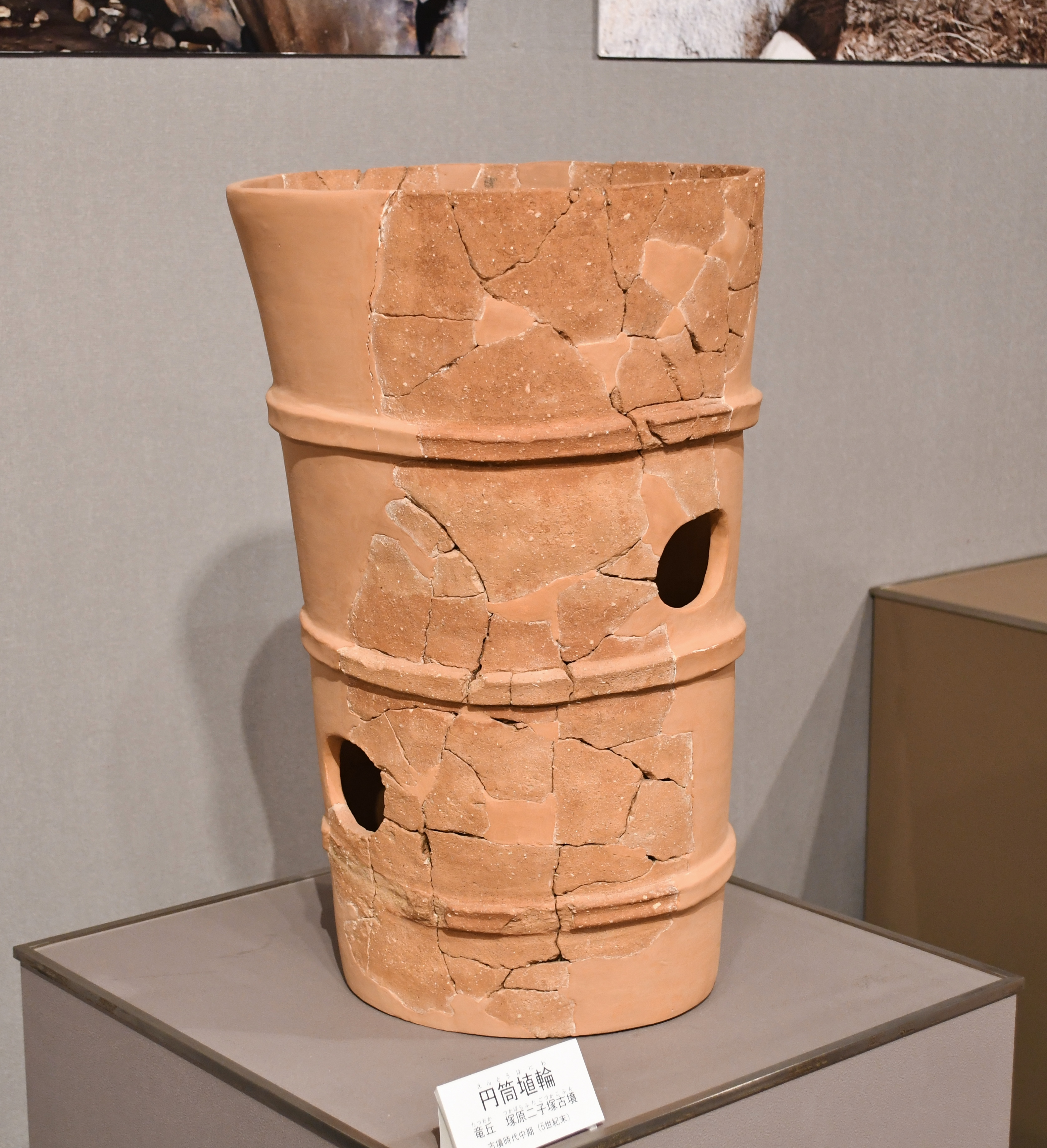
円筒埴輪 飯田市考古博物館展示。

## ギャラリー

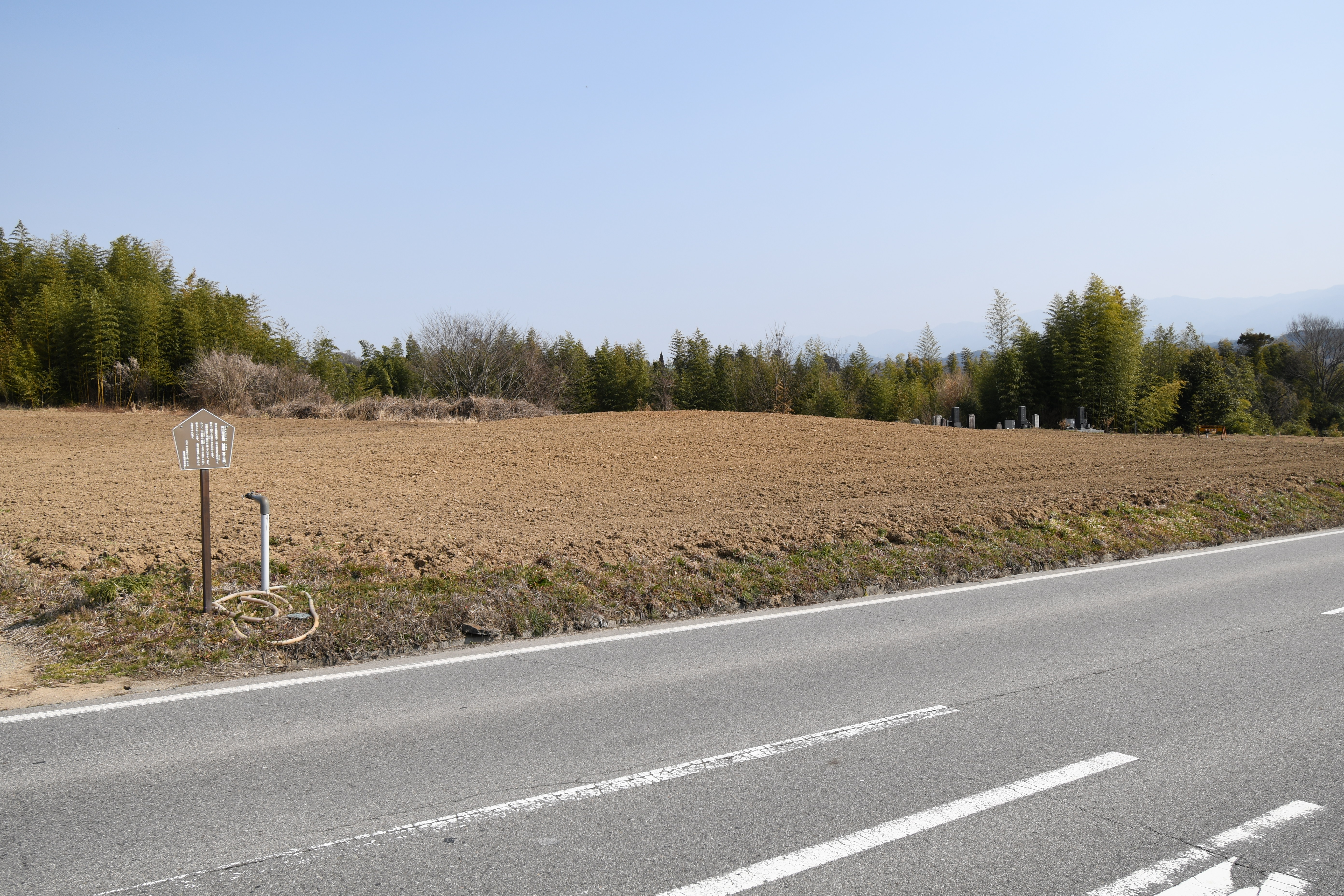
内山塚古墳（塚原2号墳、円墳）
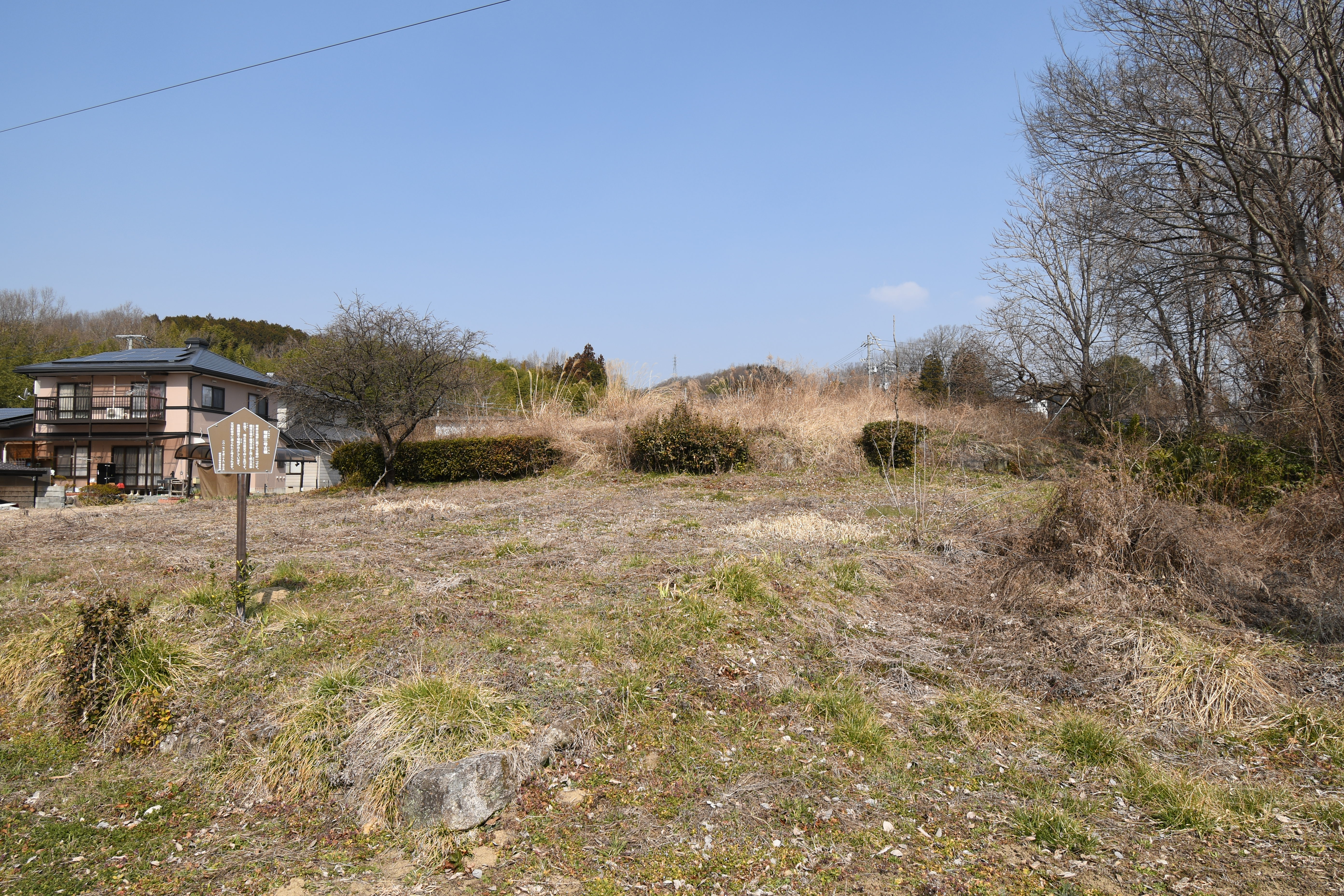
塚原3号墳（帆立貝形古墳）
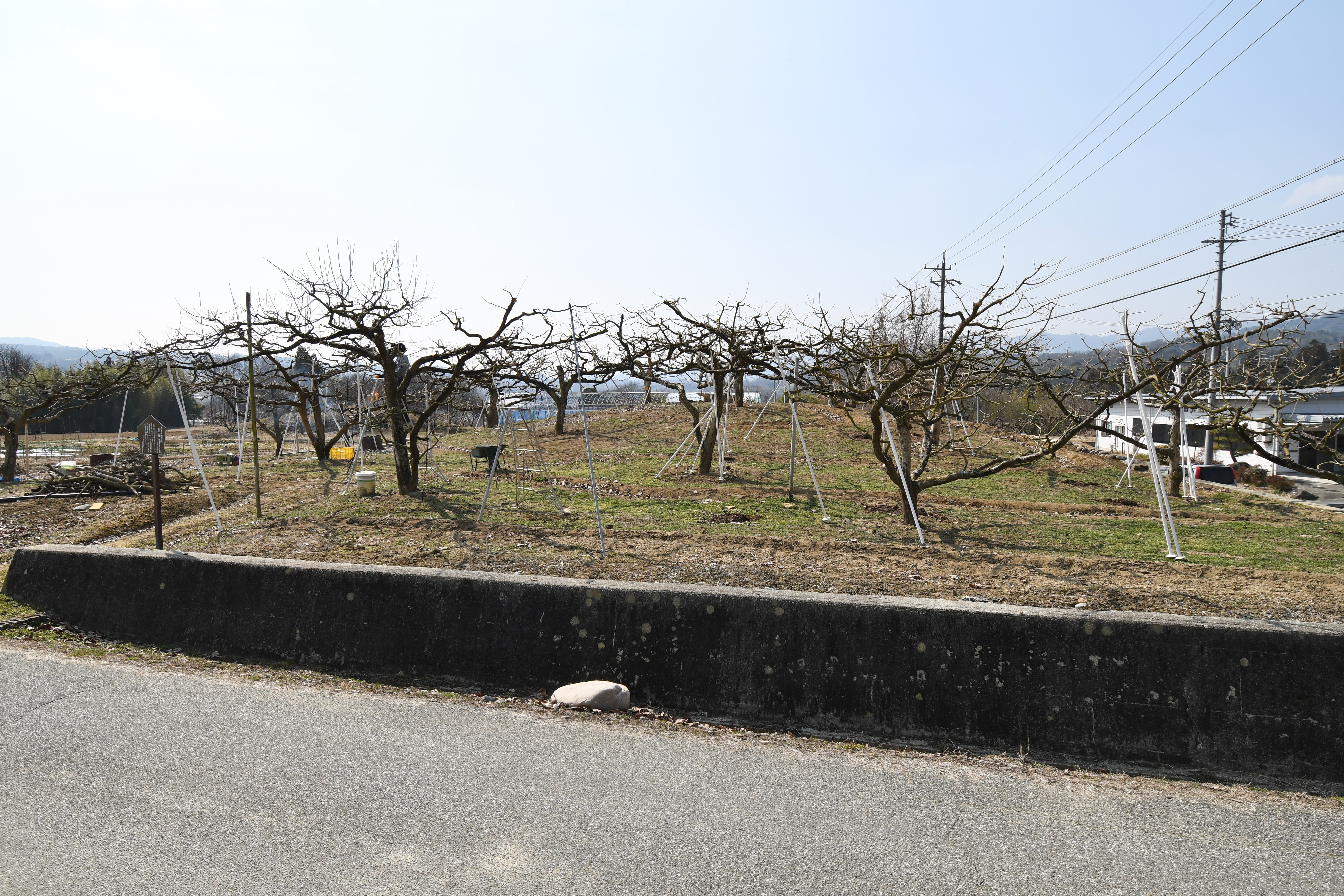
鏡塚古墳（塚原4号墳、帆立貝形古墳）
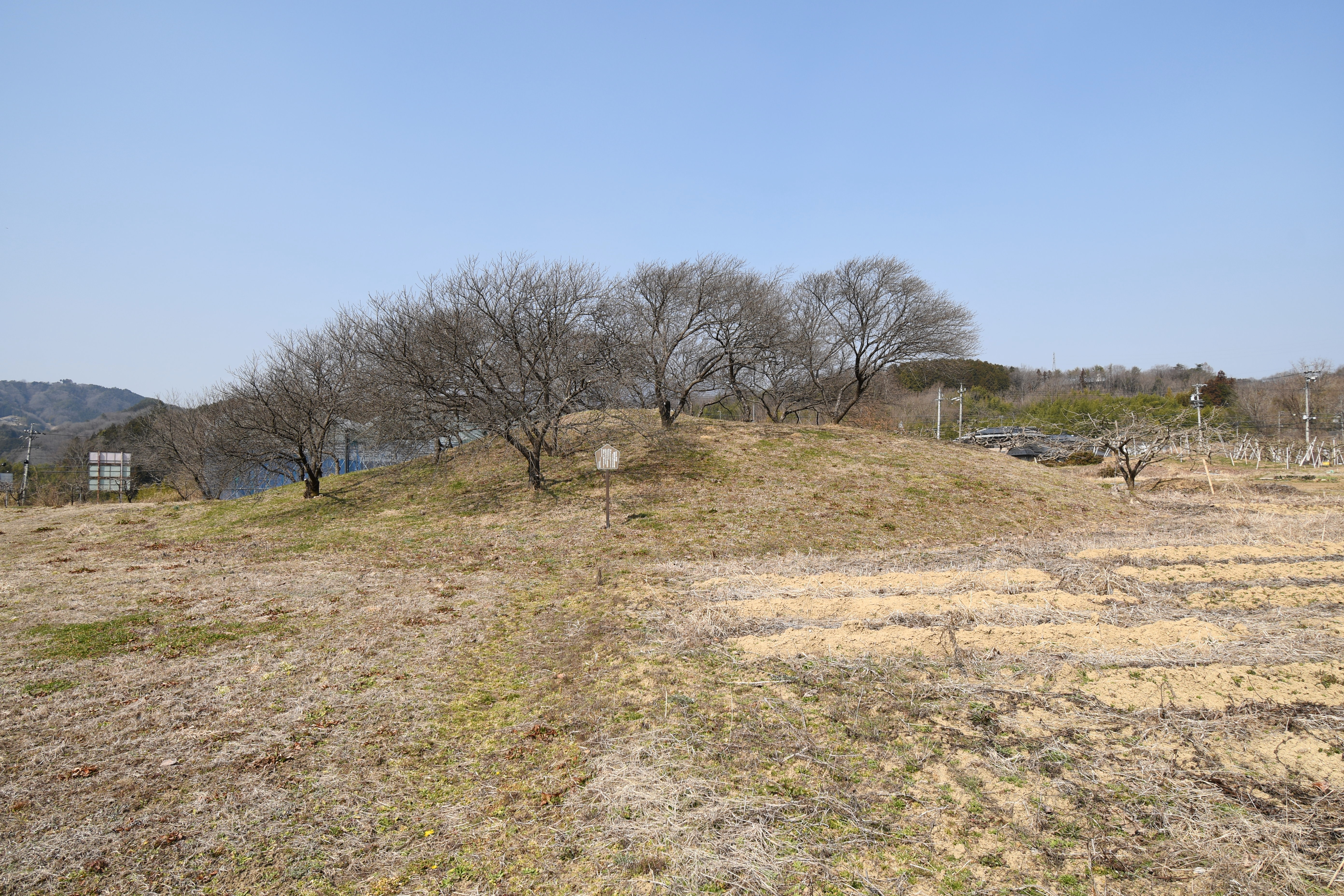
鎧塚古墳（塚原5号墳、帆立貝形古墳）